# Adolf Zade
Adolf Zade (* 12. Oktober 1880 in Polzin, Pommern; † 28. März 1949 in Stockholm) war ein deutscher Pflanzenbauwissenschaftler.

## Leben
Adolf Zade, Sohn eines Landwirts, studierte nach mehrjähriger Tätigkeit in der landwirtschaftlichen Praxis an der Landwirtschaftlichen Hochschule Berlin und seit 1906 an der Universität Jena. Bei Wilhelm Edler promovierte er dort 1909 mit einer Monografie über den Flughafer. 1912 ging er als Assistent an die Landwirtschaftliche Versuchsstation Harleshausen bei Kassel. 1913 kehrte er nach Jena zurück, habilitierte sich ein Jahr später und leitete von 1914 bis 1918 kommissarisch das Landwirtschaftliche Institut der Universität Jena.
Im Auftrag der Deutschen Landwirtschafts-Gesellschaft hat Zade besonders während der Zeit des Ersten Weltkrieges Sortenversuche mit Hafer ausgewertet. Diese Tätigkeit veranlasste ihn zu weiteren Untersuchungen und er schrieb eine umfassende Monografie über diese Kulturpflanze. In dem 1918 erschienenen Buch Der Hafer. Eine Monographie auf wissenschaftlicher und praktischer Grundlage hat er das bekannte Wissen über den Hafer lückenlos dargestellt und ein zuverlässiges Nachschlagewerk geschaffen.
1919 folgte Zade einem Ruf an die Universität Leipzig als Nachfolger von Friedrich Falke. Dort wurde er 1920 zum ordentlichen Professor und zum Direktor des Instituts für Pflanzenbau und Pflanzenzüchtung ernannt. Zunächst beschäftigte er sich mit der Züchtung von Futterpflanzen. 1921 veröffentlichte er das Buch Werdegang und Züchtungsgrundlagen der landwirtschaftlichen Kulturpflanzen. Später standen methodische Fragen bei der Anlage von Feldversuchen, Probleme der Graslandbewirtschaftung und physiologische Untersuchungen über den Wasserhaushalt der Kulturpflanzen im Mittelpunkt seiner Forschungstätigkeit.
Als Zades bedeutendste wissenschaftliche Leistung gilt sein 1933 erschienenes Buch Pflanzenbaulehre für Landwirte. Mit diesem Lehrbuch schuf er ein von der gesamten Fachwelt anerkanntes Standardwerk. Beispielhaft gegliedert enthält es alles Wissenswerte über die in Mitteleuropa angebauten landwirtschaftlichen Kulturpflanzen.
Wegen seiner jüdischen Abstammung wurde Zade am 1. Oktober 1933 seines Amtes enthoben und in den Ruhestand versetzt. Sein Lehrbuch durfte in Deutschland nicht mehr verkauft werden. Mit seiner Frau Beatrice Zade, einer schwedischen Schriftstellerin, siedelte Zade nach Stockholm über. Er fand dort eine Anstellung in der chemischen Industrie und beschäftigte sich mit der Entwicklung von Pflanzenschutzmitteln. Den nach dem Zweiten Weltkrieg an ihn ergangenen Ruf, an die Universität Leipzig in seine frühere Stellung zurückzukehren, musste er aus gesundheitlichen Gründen ablehnen.

## Schriften (Auswahl)
- Der Flughafer (Avena fatua). Berlin 1912 (Arbeiten der Deutschen Landwirtschafts-Gesellschaft H. 229) = Diss. phil. Jena 1909.
- Serologische Studien an Leguminosen und Gramineen. In: Zeitschrift für Pflanzenzüchtung Bd. 2, 1914, S. 101–150. Zugl.: Habilitationsschr. Univ. Jena 1914.
- Der Hafer. Eine Monographie auf wissenschaftlicher und praktischer Grundlage. Verlag von Gustav Fischer Jena 1918.
- Der praktische Haferbau. Verlagsbuchhandlung Paul Parey Berlin 1918, 2. Aufl. 1922 = Landwirtschaftliche Hefte Nr. 34.
- Das Knaulgras. Berlin 1918 (Arbeiten der Deutschen Landwirtschafts-Gesellschaft H. 305).
- Werdegang und Züchtungsgrundlagen der landwirtschaftlichen Kulturpflanzen. Verlag B. G. Teubner Leipzig 1921 = Aus Natur und Geisteswelt Bd. 766.
- Pflanzenbaulehre für Landwirte. Verlagsbuchhandlung Paul Parey Berlin 1933.